# 78 Dywizja Piechoty (III Rzesza)
78 Dywizja Piechoty, inne nazwy: 78 Dywizja Grenadierów, 78 Dywizja Szturmowa (niem. 78. Infanterie-Division, 78. Sturm-Division) – jedna z niemieckich dywizji piechoty z czasów II wojny światowej.

## Formowanie i walki
Utworzona w sierpniu 1939 w 2 fali mobilizacyjnej w Stuttgarcie przez 5 Dowództwo Artylerii w Ulm. W czasie kampanii wrześniowej na zachodzie, w składzie 7 Armii. Od lipca 1940 przebywa w północnej Francji w składzie 9 Armii (Grupa Armii A). W listopadzie 1940 część dywizji wykorzystano do utworzenia 305 Dywizji Piechoty. Od maja 1941 na wschodzie, walczy podczas kampanii Barbarossa w składzie Grupy Armii „Środek” (głównie 4 Armia), jej szlak bojowy wiódł przez miejscowości: Białystok, Smoleńsk, Wiaźma, Moskwa. Od września 1942 walczy w składzie 9 Armii o Rżew. W styczniu 1943 przekształcona w 78 Dywizję Szturmową. W składzie XXIII Korpusu Armijnego walczy pod Orłem w lecie tego, następnie cofa się przez Briańsk i Orszę, aż do zniszczenia w lipcu 1944 w okolicach Mińska. Jej resztki podporządkowano 565 Dywizji Grenadierów Ludowych.
Dywizję ponownie utworzono jeszcze w tym samym miesiącu z przekształcenia 543 Dywizji Grenadierów, początkowo jako 78 Dywizję Grenadierów (78. Grenadier-Division). W październiku 1944 przekształcona została w 78 Dywizję Grenadierów Ludowych (78. Volksgrenadier-Division). 1 stycznia 1945 została przemianowana w 78 Ludową Dywizję Szturmową (78. Volks-Sturm-Division).

## Dowódcy dywizji
- gen. artylerii Fritz Brand (wrzesień – październik 1939)
- gen. artylerii Curt Gallenkamp (październik 1939 – wrzesień 1941)
- gen. por. Emil Markgraf (wrzesień – listopad 1941)
- gen. piechoty Paul Völckers (listopad 1941 – kwiecień 1943)
- gen. por. Hans Traut (kwiecień – listopad 1943)
- gen. por. Herbert von Larisch (listopad 1943 – lipiec 1944)
- gen. piechoty Siegfried Rasp (lipiec – 26 września 1944)
- gen. mjr Harald von Hirschfeld (27 września 1944 – 18 stycznia 1945)

## Struktura organizacyjna
Skład w 1939:
- 195 Pułk Piechoty
- 215 Pułk Piechoty
- 238 Pułk Piechoty
- 178 Pułk Artylerii
- 178 Batalion Pionierów
- 178 Batalion Przeciwpancerny
- 178 Batalion Rozpoznawczy
- 178 Baon Łączności
- 178 Dowództwo Zaopatrzeniowe

Skład w 1943:
- 14 Pułk Szturmowy
- 195 Pułk Szturmowy
- 215 Pułk Szturmowy
- 5 Batalion Granatników
- 189 Batalion Dział Szturmowych
- 293 Batalion Artylerii Przeciwlotniczej
- 178 Pułk Artylerii
- 178 Batalion Pionierów
- 178 Batalion Niszczycieli Czołgów
- 178 Baon Łączności
- oddziały dywizyjne